# Écluse de la Planque
L'écluse de la Planque est une écluse à chambre unique du sur le canal du Midi. Construite vers 1674, elle se trouve à 60,9 km de Toulouse à 173 m d'altitude. Les écluses adjacentes sont les écluses de Saint-Roch à l'est et l'écluse de la Domergue, à l'ouest.
Elle est située en limite des communes de Castelnaudary et de Mas-Saintes-Puelles dans le département de l'Aude en région Occitanie.

## Evènements liés à l'écluse
En mai 2017, a été tourné sur le bief de la Planque, à quelques mètre de l'écluse, des scènes de "Rémi sans Famille" sur la péniche "La Tourmente", transformée et rebaptisée "Le Cygne".